# Patagosmilus
Patagosmilus ("cuchillo de la Patagonia" en griego) es un género extinto de mamífero carnívoro metaterio de la familia Thylacosmilidae que vivió a mediados del Mioceno en América del Sur. Al igual que otros representantes de esta familia, como Thylacosmilus atrox y Anachlysictis gracilis, se caracterizaba por sus enormes colmillos en la mandíbula superior, similares a los conocidos felinos "dientes de sable" (Machairodontinae), de los que eran equivalentes ecológicos. La morfología general de Patagosmilus sugiere que era anatómicamente menos especializado que Thylacosmilus del Plioceno, pero la morfología de los dientes, sin embargo, sugiere que probablemente estaba más estrechamente relacionado con este último, que con el más primitivo Anachlysictis de Colombia.
La especie tipo de Patagosmilus es P. goini, que debe su nombre al paleontólogo argentino Francisco Goín, fue descrita en 2010 por Forasiepi y Carliniego basándose en el holotipo MLP 07-VII-1-1, los restos de un cráneo aplastado y parte de una falange ungual que se descubrió en sedimentos que datan del Mioceno Medio (biocrón Colloncurense) en la orilla oeste del Río Chico, en la provincia de Río Negro en la Patagonia, Argentina. Este es el primer representante de Thylacosmilidae del que se han encontrado restos en la Patagonia, y el primer género reconocido aparte de Thylacosmilus y Anachlysictis que es un miembro indiscutido de esta familia